# チャールズ・バンベリー (第4代準男爵)
第4代準男爵サー・チャールズ・バンベリー（英語: Sir Charles Bunbury, 4th Baronet、1708年2月9日洗礼 – 1742年4月10日）は、グレートブリテン王国の政治家。1733年から1742年まで庶民院議員を務めた。

## 生涯
第3代準男爵サー・ヘンリー・バンベリーとスザンナ・ハンマー（Susannah Hanmer、1744年9月23日没、ウィリアム・ハンマーの娘）の息子として生まれ、1708年2月9日にチェスター聖堂で洗礼を受けた。
1733年2月12日に父が死去すると、準男爵位を継承した。同年3月、トーリー党候補としてシティ・オブ・チェスター選挙区の補欠選挙に出馬、得票数1位（811票）でホイッグ党候補のリチャード・マンリー（Richard Manley）とヘンリー・ベネット（Henry Bennet）を下して当選した。議会では1733年に消費税法案に反対票を、1734年に七年議会法廃止法案に賛成票を投じるなど、出席した場合は常に野党の一員として投票した。
長い闘病生活ののち、生涯未婚のまま1742年4月10日に死去、23日にストークで埋葬された。弟ウィリアムが準男爵位を継承した。